# Понте Казино (Венеција)
Понте Казино је насеље у Италији у округу Венеција, региону Венето.
Према процени из 2011. у насељу је живело 14 становника. Насеље се налази на надморској висини од 12 м.